# George Fisher (colon)
Pour les articles homonymes, voir George Fisher et Fisher.
George (Jorge) Fisher (né Đorđe Šagić, connu également comme Đorđe Ribar) (1795 – 11 juin 1873 à San Francisco) est un empresario, fonctionnaire des douanes, juge et l'un des premiers leaders de la révolution texane.

## Biographie
Né de parents serbes à Székesfehérvár, sujet de l'empire d'Autriche, il est envoyé, après la mort de son père, étudier au séminaire ecclesiaste de l'Église orthodoxe serbe de Sremski Karlovci afin de devenir prêtre. Il rejoint, en 1813, les forces révolutionnaires, lors du premier soulèvement serbe. Il part ensuite pour Philadelphie aux États-Unis, en 1814, avant de s'installer au Mexique. Il devient citoyen mexicain en 1829 et en tant qu'empresario, il conduit cinq cents familles au Texas afin d'y coloniser des terres qui avaient été auparavant confiées à Haden Edwards. En 1830, il est nommé percepteur des douanes du port de Galveston, poste qu'il occupe jusqu'en 1832.
En 1834, Fisher devient rédacteur et éditeur d'un journal libéral, le Mercurio del Puerto de Matamoras. Son journal, trop libéral déplait au pouvoir mexicain. Il est banni et part pour La Nouvelle-Orléans. C'est là, que, le 13 octobre 1835, Fisher et le général José Antonio Mexía organisent un mouvement contre l'« usurpateur » Santa Anna,. Leurs efforts débouchent sur l'« expédition de Tampico » lors de laquelle le général Mexía échoue dans sa tentative de prendre la ville.
Lors du début de la révolution texane, Fisher se trouve à Houston. Il y devient juge de paix en 1839 et est admis au barreau en 1840. Il est ensuite juge du comté et notaire public et sert en tant que major dans la milice du Texas. En 1845, il est le traducteur officiel, en langue espagnole, pour la Convention constitutionnelle du Texas, on lui doit la traduction intitulée Constitution del Estado de Tejas. De 1846 à 1848, il est conservateur et traducteur des actes de propriétés pour le General Land Office of Texas (registre cadastral du Texas).
En 1850, il se rend à Panama, puis s'installe en Californie en 1851. Il exerce diverses fonctions publiques, dont celle de juge de paix, à San Francisco de 1860 à 1870, avant d'y devenir consul de Grèce. C'est dans cette ville qu'il meurt le 11 juin 1873.

## Sources
- (en) Mary Fisher Parmenter, Walter Russell Fisher et Lawrence Edward Mallette, The life of George Fisher, 1795-1873, and the history of the Fisher family in Mississippi, Jacksonville, Fla., H. & W.B. Drew, 1959. (OCLC 974565)
- (en) Obituary Judge George Fisher, Daily Evening Bulletin, San Francisco, 18 juin 1873.
- (en) Tampico Expedition, Handbook of Texas Online.
- (en) Fisher, George, Handbook of Texas Online.
- (en) Sons of Dewitt Colony Texas, George (Jorge) Fisher (Djordje Ribar), Texas A&M University.